# Мурыгино (Кировская область)
Муры́гино — посёлок городского типа в Юрьянском районе Кировской области России.
Распоряжением Правительства РФ от 29 июля 2014 года № 1398-р «Об утверждении перечня моногородов» пгт включён в категорию «Монопрофильные муниципальные образования Российской Федерации (моногорода) с наиболее сложным социально-экономическим положением».
В Мурыгино до 1 июля 1953 года располагался спецпосёлок спецкомендатуры № 13 РО МГБ.
Также в поселке имеется крупный промышленный объект — бумажная фабрика[уточнить].

## География
Посёлок расположен на правом берегу реки Вятки, при впадении в неё реки Медянки. Мурыгино находится на расстоянии 25 км от города Кирова и 65 км от районного центра — пгт. Юрьи.

## История
Деревня Мурыгино известна с 1785 года. Существуют два объяснения названия Мурыгино: «мурыжить» — волокитить, обманывать, тянуть время; «мурыга» — болотистая местность.
Статус посёлка городского типа — с 1938 года. В 1941—1958 годах Мурыгино — центр Медянского района.

## Население
| 1959  | 1970  | 1979    | 1989  | 2002  | 2009  |
| ----- | ----- | ------- | ----- | ----- | ----- |
| 4547  | ↗8792 | ↗10 044 | ↘9021 | ↘8246 | ↗8260 |
| 2010  | 2012  | 2013    | 2014  | 2015  | 2016  |
| ↘7665 | ↘7630 | ↘7534   | ↘7471 | ↘7449 | ↘7437 |
| 2017  | 2018  | 2019    | 2020  | 2021  |       |
| ↘7373 | ↘7241 | ↘7122   | ↘7005 | ↘6279 |       |

## Спорт и культура
В поселке есть Спортивный комплекс: хоккейная команда и разновозрастные команды по мини-футболу, бокс, волейбол, группа здоровья, детские секции, зал ОФП.
Ежегодно на базе спорткомплекса Мурыгино проводятся областные чемпионаты по боксу имени Зонова Н. Ф. В 2017 году состоялся 11 чемпионат.
Работает большой Центр культуры и досуга: 33 кружковых и клубных формирования, сцена и зрительный зал на 450 мест, два зала — зал борьбы (греко-римская борьба и карате Шотокан) и мраморный зал (банкетный) в общей сложности на 500 человек.
Перед ЦКиД зона общественного отдыха, участвующая в 2017 году в проекте «Моногорода» (в данный момент реставрируется по проекту).
Мурыгинская школа искусств (170 человек учащихся) и Мурыгинская школа Хореографического искусства, созданная на основе (Народного) Образцового Ансамбля «Загадка+», который является лауреатом всероссийских фестивалей, областных премий, многочисленных региональных конкурсов. Общее число обучающихся детей составляет 350 человек.
Имеются Мурыгинская поселковая библиотека-филиал (Юрьянская централизованная библиотечная система) и Мурыгинская детская библиотека.